# Altviller

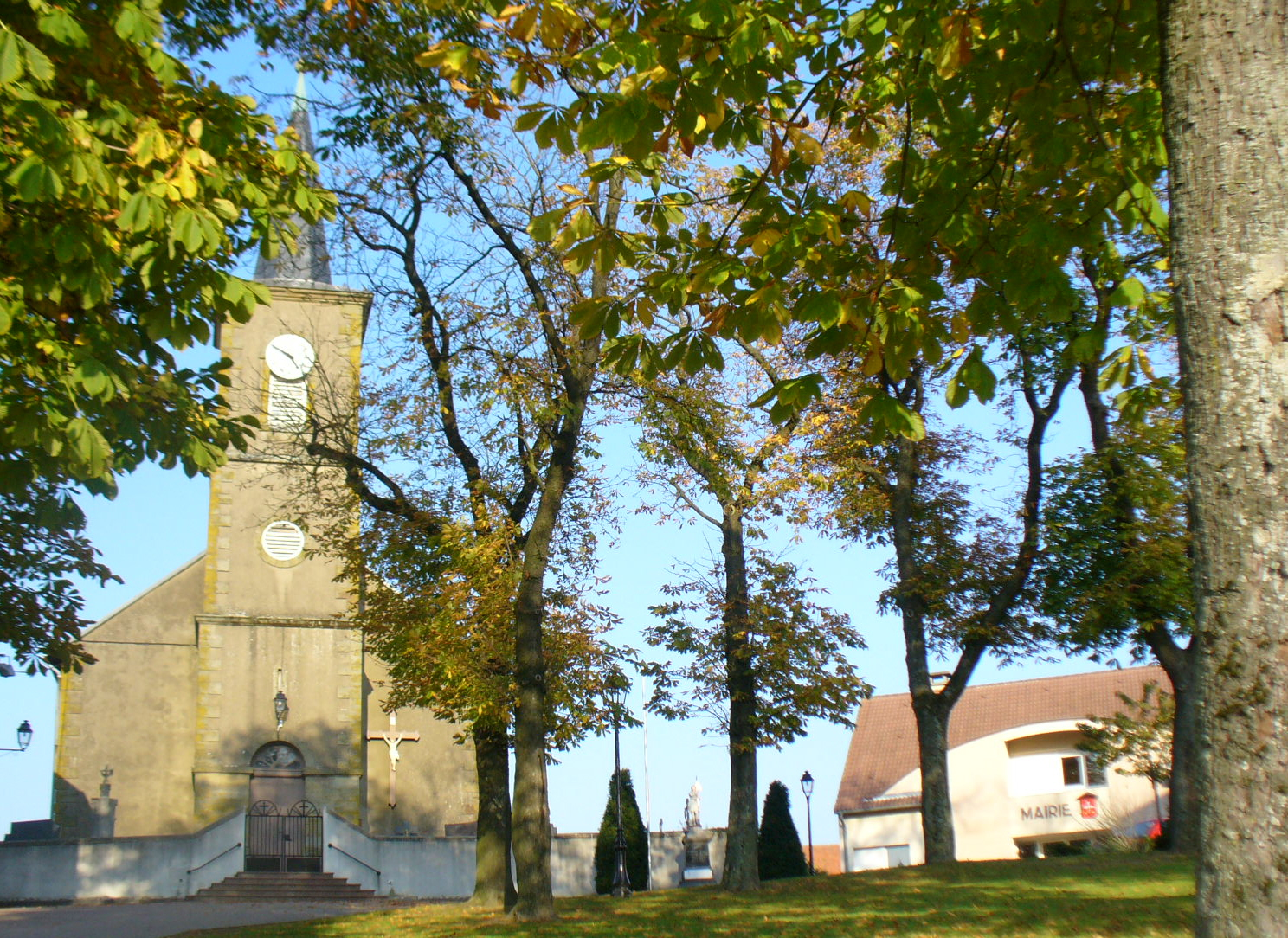
Kirche St. Remigius (Saint-Rémi) und Rathaus (Mairie)

Altviller (deutsch Altweiler) ist eine französische Gemeinde mit 531 Einwohnern (Stand 1. Januar 2022) im Département Moselle in der Region Grand Est (bis 2015 Lothringen). Sie gehört zum Arrondissement Forbach-Boulay-Moselle und zum Gemeindeverband Saint-Avold Synergie.

## Geographie
Die Gemeinde liegt in Lothringen, etwa 40 Kilometer südöstlich von Metz, 20 Kilometer südsüdöstlich von Forbach und fünf Kilometer südöstlich von Saint-Avold (Sankt Avold), nahe der Grenze zum Saarland auf einer Höhe von 270 m über dem Meer. Durch den Süden der Gemeinde fließt die Deutsche Nied. 72 Hektar des Gemeindegebietes sind bewaldet (Rischstuden und Laengerbusch im Westen, Liebusch im Norden, Bois des Saints (Heiligenbusch) im Osten).
Nachbargemeinden von sind Lachambre im Nordosten, Vahl-Ebersing im Süden, Folschviller im Südwesten sowie Valmont im Nordwesten.

## Geschichte
Ältere  Ortsbezeichnungen sind  Altviler (12. Jh.), Altviller (1469), Alteville (1525), Advilles (17. Jh.), Altwiler (1606), Alterweiller, Alte-Ville (1756), Alteveiller (1817) und Alteville.
Die Ortschaft gehörte früher dem Fürstbistum Metz und zur Herrschaft Kriechingen. Im Jahr 1221 kam der Name Altviller erstmals in einer Schenkungsurkunde der Abtei Wadgassen vor. Im Jahr 1801 gab es noch die Schreibweise Atteviller.
Durch den Frankfurter Frieden vom 10. Mai 1871 kam das Gebiet an das deutsche Reichsland Elsaß-Lothringen, und das Dorf wurde dem Kreis Forbach im Bezirk Lothringen zugeordnet. Die Dorfbewohner betrieben Getreide- und Kartoffelbau sowie Viehzucht.
Nach dem Ersten Weltkrieg musste die Region aufgrund der Bestimmungen des Versailler Vertrags 1919 an Frankreich abgetreten werden. Im Zweiten Weltkrieg war die Region von der deutschen Wehrmacht besetzt, und die Gemeinde stand bis 1944 unter deutscher Verwaltung.

### Bevölkerungsentwicklung
| Jahr      | 1962 | 1968 | 1975 | 1982 | 1990 | 1999 | 2006 | 2011 | 2021 |
| Einwohner | 314  | 346  | 311  | 464  | 506  | 534  | 571  | 566  | 546  |

Im Jahr 2006 wurde mit 571 Bewohnern die bisher höchste Einwohnerzahl ermittelt. Die Zahlen basieren auf den Daten von cassini.ehess und INSEE.

## Sehenswürdigkeiten
- Kirche St. Remigius (Saint-Rémi), dem Remigius von Reims geweiht, ab 1808 auf den Fundamenten einer älteren Kirche errichtet, die 1725 erbaut worden war.[7] Sie gehört zur römisch-katholischen Pfarrgemeinschaft Notre-Dame du Vahl, die Teil des Bistums Metz ist.[8]
- Marienstatue auf dem Hänzelberg, 1879 errichtet

## Wirtschaft und Infrastruktur
Die Ortschaft ist seit den 1980er Jahren zu einer Wohngemeinde für Pendler aus den vor allem nördlich gelegenen Industrie- und Gewerbegebieten geworden. Im Ort selbst gibt es eine Bäckerei sowie kleine Handwerksbetriebe. In der Gemeinde sind fünf Landwirtschaftsbetriebe ansässig (Getreideanbau, Pferde- und Geflügelzucht).
Die nahegelegene Stadt Saint-Avold ermöglicht günstige überregionale Verkehrsanbindungen per Straße und Bahn (Autoroute A 4, Bahnlinien nach Metz, Forbach und Saarbrücken).